# 田華 (唐朝)
田华（?—?），唐朝平州卢龙（今属河北省卢龙县）人，魏博节度使田承嗣第三子，田绪的哥哥。
唐代宗大历九年（774年）三月初九，唐代宗欲固结田承嗣之心，许嫁永乐公主给田华。建中二年（781年）十一月初四，唐德宗正式把永乐公主嫁给了田华。永乐公主去世后，贞元十二年（796年），唐德宗又将新都公主嫁给了田华。在光顺门举行册礼，不合《开元礼》，后成惯例，《开元礼》所定公主出嫁五礼被废。田华官至太常少卿、驸马都尉。